# 未来へススメ!
「未来へススメ!」（みらいへススメ）は2009年11月11日に発売された、ももいろクローバーのインディーズ2ndシングル。
途中加入の有安杏果が参加した初めての作品である。

## 収録曲解説

### 未来へススメ!
作詞：yozuca* / 作曲・編曲：黒須克彦
歌詞・動画 - 歌ネット
前作のデビューシングル「ももいろパンチ」のようなラブソングではなく、グループの結束力を表現したメッセージソングとなった。これ以降のシングルにおいては一部を除いて、“恋愛ソングよりも、応援ソング”という、本人たちの生き方を反映した路線に進むことになる。
グループのコンセプトである「和」のイメージを踏まえ、三味線や尺八のサウンドが随所に用いられている。この曲の衣装からメンバー個別のイメージカラーが設定された。
日本テレビ系『音楽戦士 MUSIC FIGHTER』2009年11月POWER PLAY。エンタ!371『アイドル”独断と偏見”情報局』12月エンディングテーマ。

### 気分はSuper Girl
作詞：AZUKI七（元GARNET CROW） / 作曲・編曲：徳永暁人
歌詞・動画 - 歌ネット
所属事務所が2000年代初頭に手がけた『Harajukuロンチャーズ』テーマソングのカバー。スカのリズムを取り入れたテクノポップ。

### ももいろパンチ（tofubeats Remix）
作詞：tzk / 作曲：斎藤悠弥 / 編曲：tofubeats
前シングルのリミックス版。アレンジをtofubeats（トーフビーツ）が担当した。

## トラックリスト

### 初回限定盤
1. 未来へススメ! [4:09]
2. 気分はSuper Girl [4:49]
3. 未来へススメ!（Inst.）

DVD：未来へススメ!（ミュージック・ビデオ）  ※初回限定盤A
フォトブック  ※初回限定盤B

### 通常盤
1. 未来へススメ!
2. 気分はSuper Girl
3. ももいろパンチ（tofubeats Remix） [5:36]